# Vignolo
Vignolo (Vigneul in piemontese, Vinhoel in occitano) è un comune italiano di 2 660 abitanti della provincia di Cuneo in Piemonte.
Fa parte della Comunità montana Valle Stura, e della Conurbazione 2 della città di Cuneo.

## Storia
Vignolo, anticamente chiamato Vinoleum, deve il suo nome alla fama di zona un tempo molto ricca di uva e olio di noce.
Prima feudo dei marchesi di Saluzzo nella Valle Grana, passò in seguito sotto il dominio sabaudo.
Secondo una curiosa leggenda è abitata da un folletto, ”Petitmenin” che si aggira per i boschi e per le viuzze seminando dispetti e pasticci. Nel 2020 è stato inaugurato “‘L païs d’Petitmenin” con l’annesso sentiero che porta a Madonna degli Alpini.

## Geografia
Vignolo si trova ai margini della pianura cuneese, ai piedi del Monte Colletto. Il centro abitato conserva ancora oggi una struttura urbanistica di stampo medievale nella quale emergono diversi edifici che portano i segni delle storia secolare del piccolo borgo pedemontano. All'interno di questo contesto sono molti gli affreschi, di origine religiosa, che decorano facciate e muri delle case del concentrico narrando con le loro immagini storie e tradizioni di un tempo che è ormai passato.

## Monumenti e luoghi d'interesse
- Santuario Madonna degli Alpini e Big Bench Verde di Chris Bangle
- Affreschi di casa Nittardi
- Chiesa di San Giovanni Battista
- Il sentiero di Petitmenin
- Il Bosco dell’Impero
- Il sentiero del Drago, che secondo la leggenda, celerebbe un grande drago dormiente sotto la montagna.

## Amministrazione
Di seguito è presentata una tabella relativa alle amministrazioni che si sono succedute in questo comune.
| Periodo        | Periodo        | Primo cittadino    | Partito                                   | Carica  | Note  |
| -------------- | -------------- | ------------------ | ----------------------------------------- | ------- | ----- |
| 15 luglio 1985 | 30 maggio 1990 | Alessandro Verardo | Partito Socialista Italiano               | Sindaco | [ 5 ] |
| 30 maggio 1990 | 24 aprile 1995 | Alessandro Verardo | -                                         | Sindaco | [ 5 ] |
| 24 aprile 1995 | 14 giugno 1999 | Alessandro Verardo | centro                                    | Sindaco | [ 5 ] |
| 14 giugno 1999 | 14 giugno 2004 | Alessandro Verardo | lista civica                              | Sindaco | [ 5 ] |
| 14 giugno 2004 | 8 giugno 2009  | Roberto Giraudo    | lista civica                              | Sindaco | [ 5 ] |
| 8 giugno 2009  | 26 maggio 2014 | Roberto Giraudo    | lista civica                              | Sindaco | [ 5 ] |
| 26 maggio 2014 | in carica      | Danilo Bernardi    | lista civica Insieme per un nuovo Vignolo | Sindaco | [ 5 ] |

## Società

### Evoluzione demografica
Abitanti censiti

## Infrastrutture e trasporti
Nel comune di Vignolo transita la linea 3 Cuneo-Cervasca-Vignolo-Bernezzo della conurbazione di Cuneo, che collega il comune ai comuni di Cervasca e Bernezzo e alla città di Cuneo, così da permettere ai cittadini l'accesso ai collegamenti offerti dal trasporto pubblico extraurbano e alla Stazione di Cuneo, visto che il comune in questione non è servito da trasporto su ferro.

### Autobus
Il Comune di Vignolo non è servito da trasporto su ferro, ma solo da linee di trasporto pubblico locale:
- linea 3 (Conurbazione di Cuneo) - percorso: Cuneo Cap. P. Torino - Stazione FS - Ospedale S. Croce - Confreria - Ospedale A. Carle - S. Croce di Cervasca - S. Croce di Vignolo - Vignolo - Cervasca - Bernezzo
- linea 84 (Extraurbana)
  - percorso 1: Cuneo Cap. P. Galimberti - Stazione FS - Ospedale S. Croce - Confreria - Ospedale A. Carle - Cervasca - Vignolo - S. Croce di Vignolo - S. Croce di Cervasca
  - percorso 2: Cuneo Cap. P. Galimberti - Stazione FS - Ospedale S. Croce - Confreria - Ospedale A. Carle - S. Croce di Cervasca - S. Croce di Vignolo - Vignolo - Cervasca

In questo modo, il comune è collegato alla città di Cuneo, così da permettere ai cittadini l'accesso agli altri collegamenti offerti dal trasporto pubblico, urbano ed extraurbano, e alla Stazione centrale di Cuneo. Inoltre, vi transitano servizi autobus speciali per Istituto Alberghiero di Dronero e Zona Industriale di Ronchi.

## Galleria d'immagini

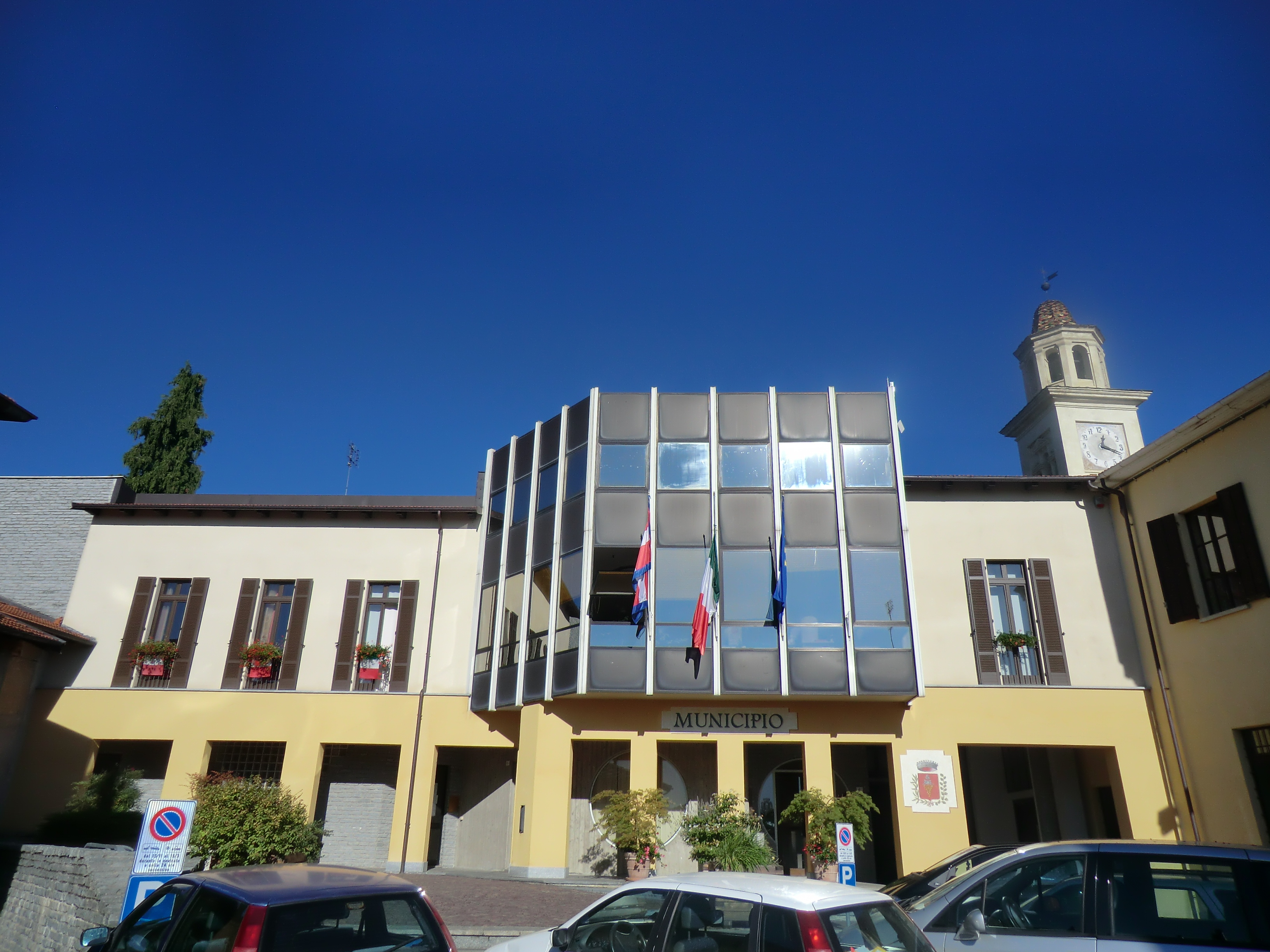
municipio
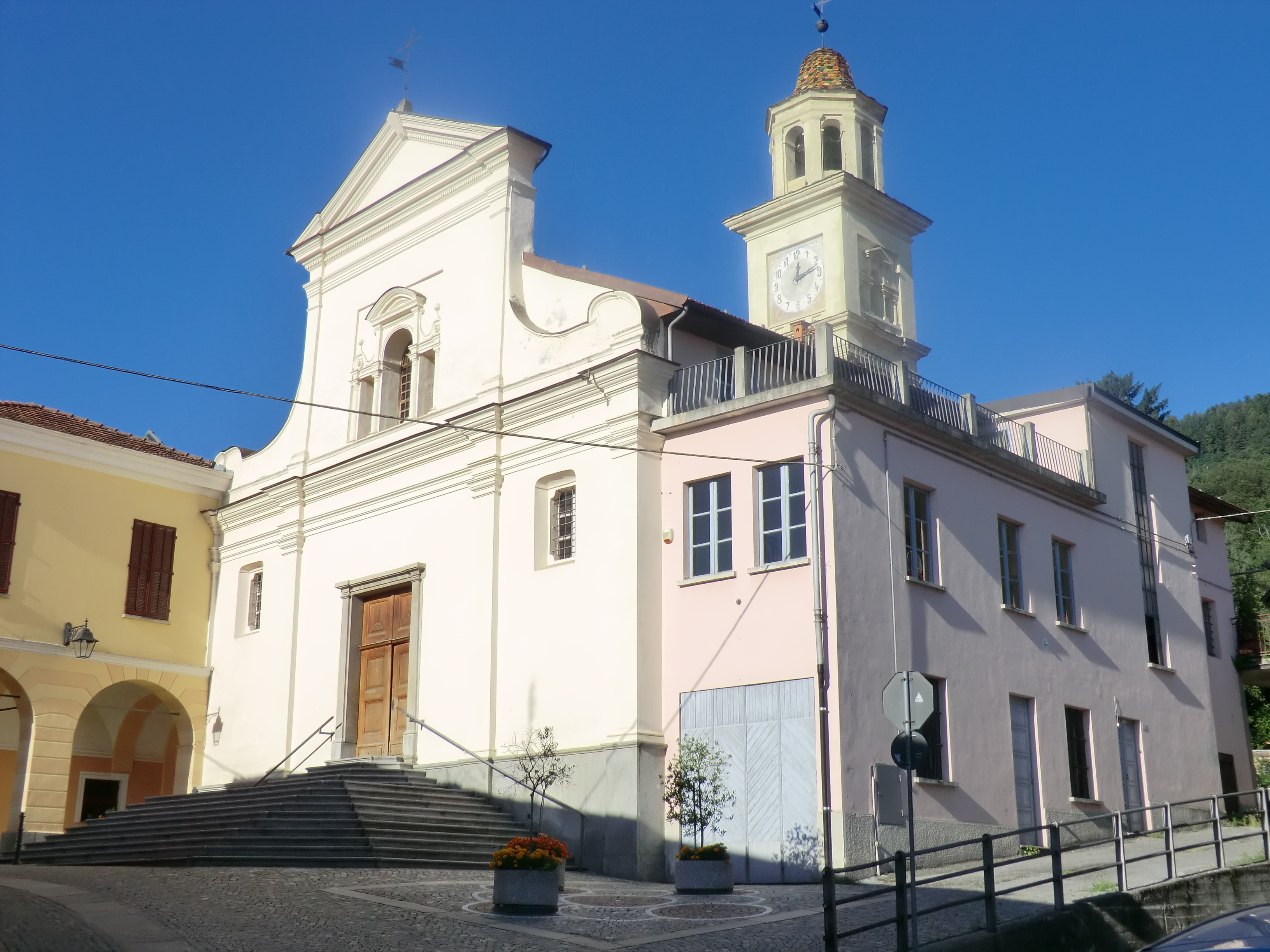
chiesa parrocchiale